# Фрауэнштайн (Каринтия)
Фрауэнштайн (нем. Frauenstein (Kärnten)) — коммуна (нем. Gemeinde) в Австрии, в федеральной земле Каринтия. 
Входит в состав округа Санкт-Файт.  Население составляет 3569 человек (на 31 декабря 2005 года). Занимает площадь 93,53 км². Официальный код  —  2 05 34.

## Фотографии

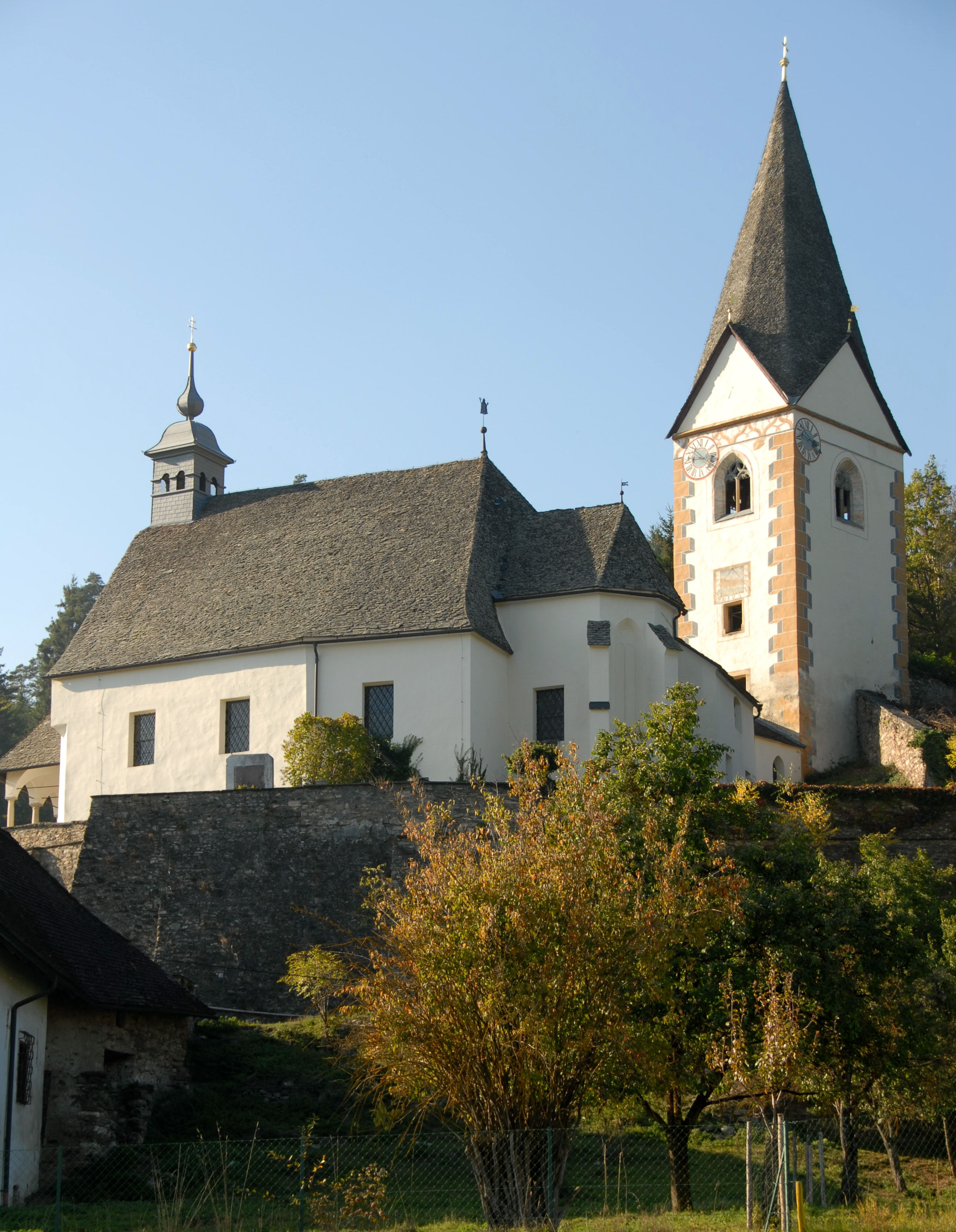
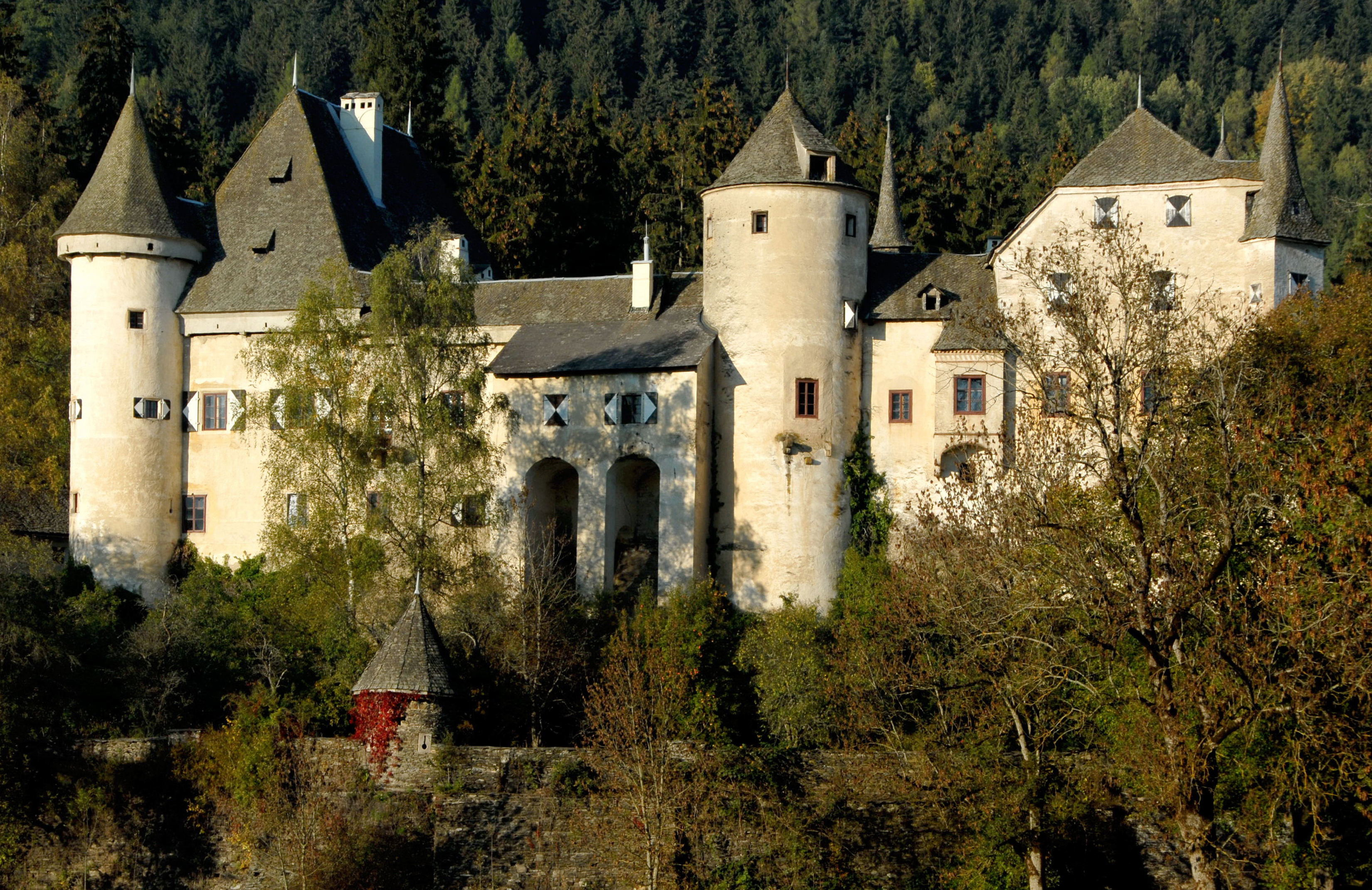
Замок
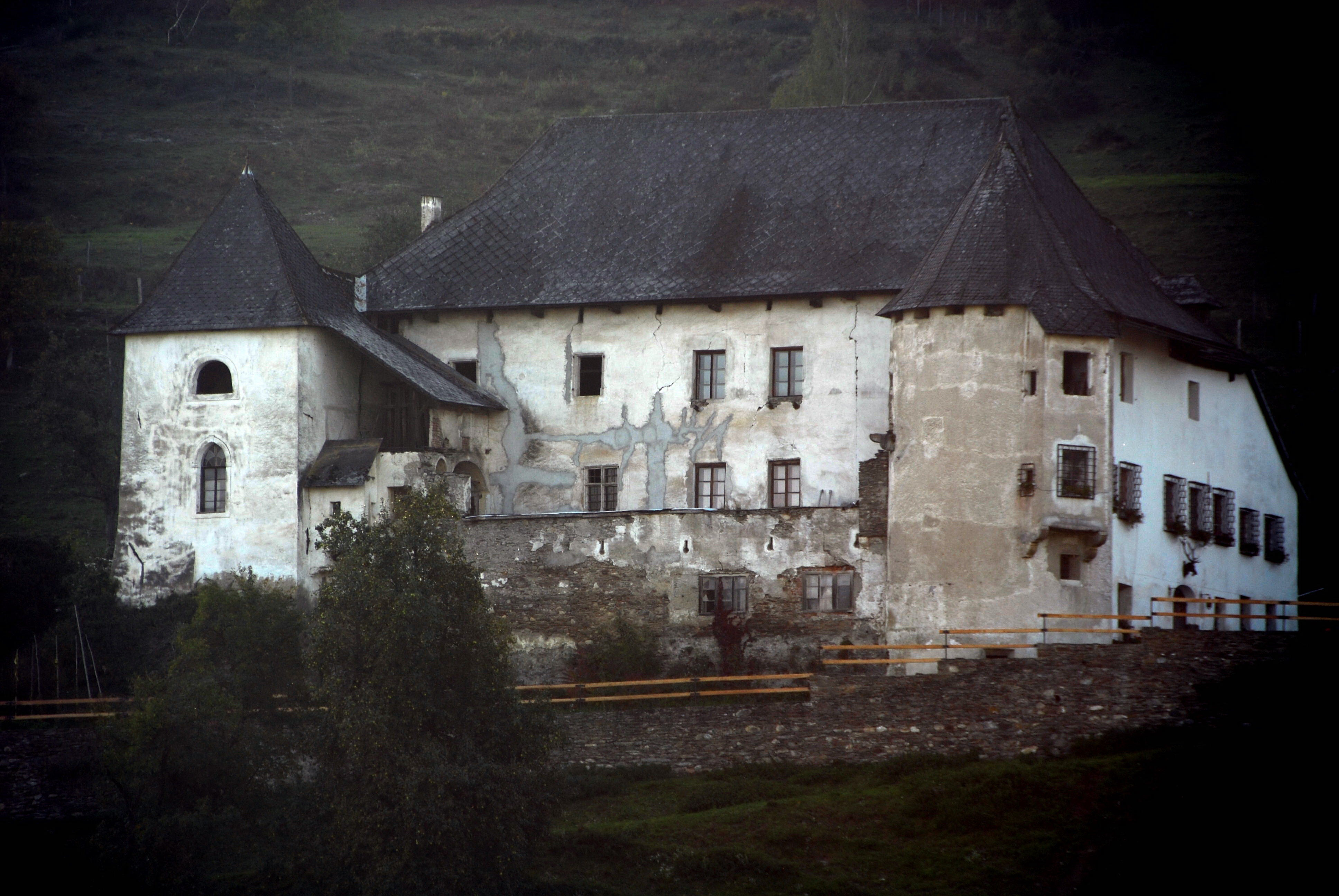
Замок
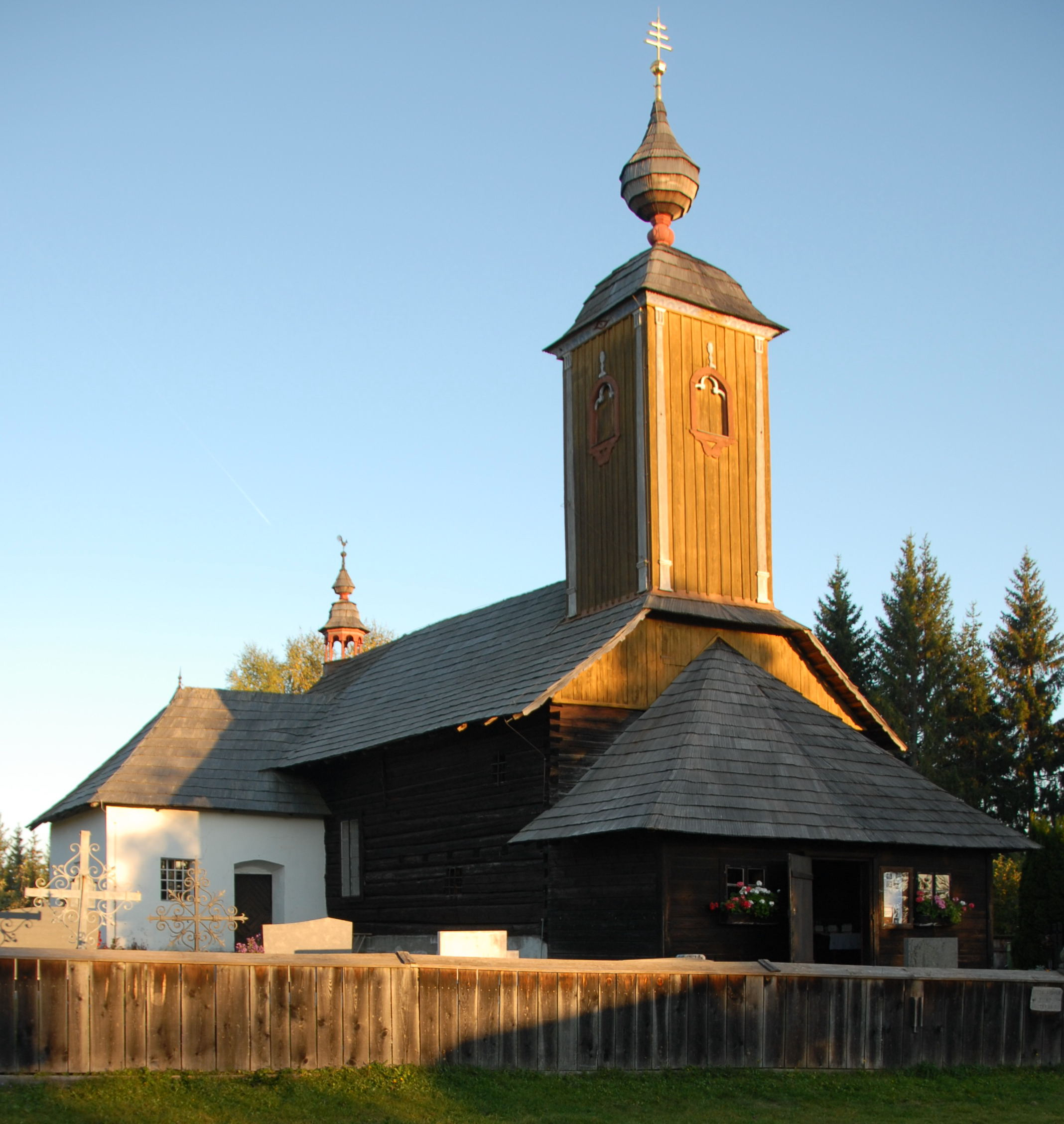
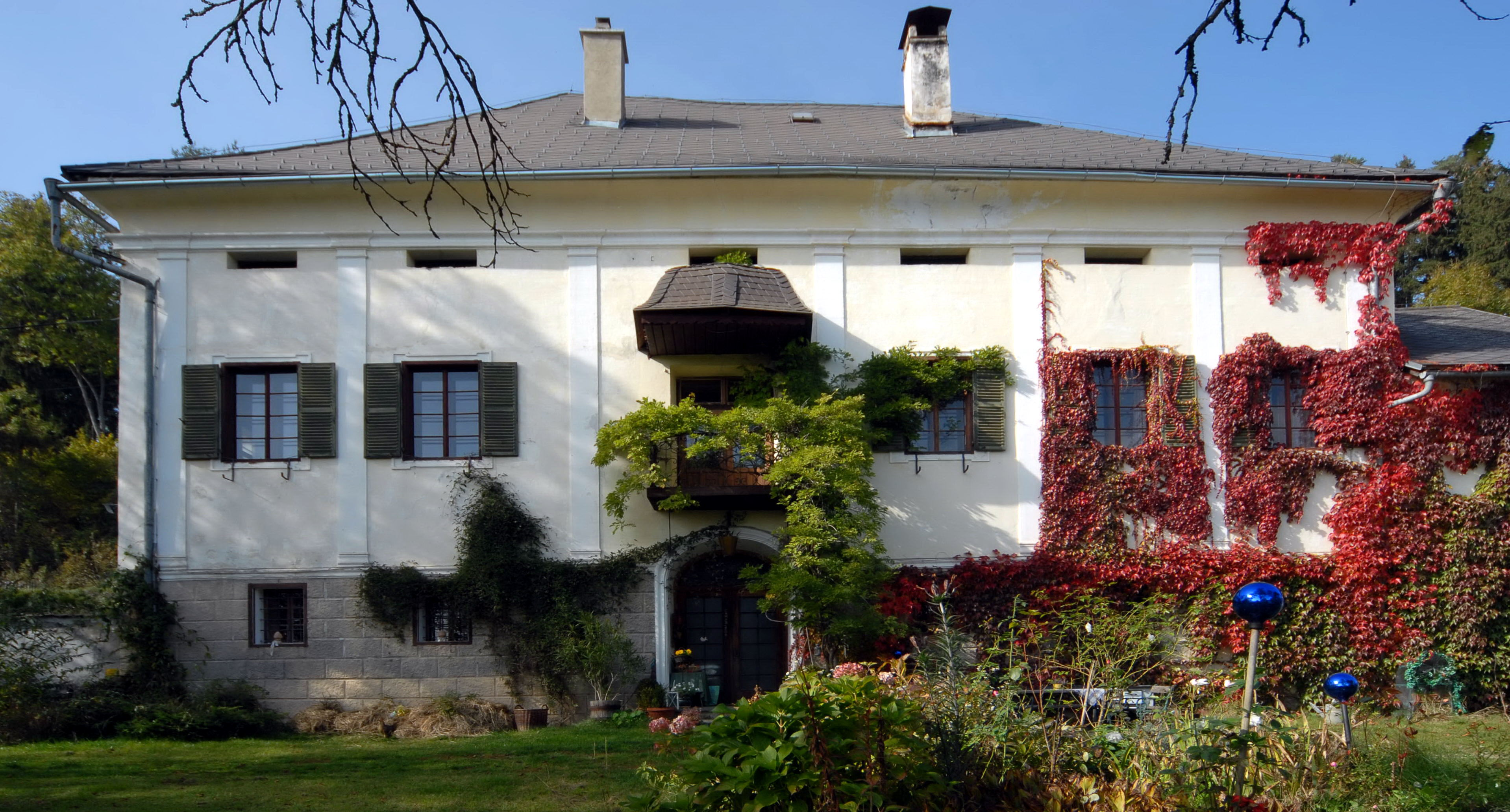
Замок
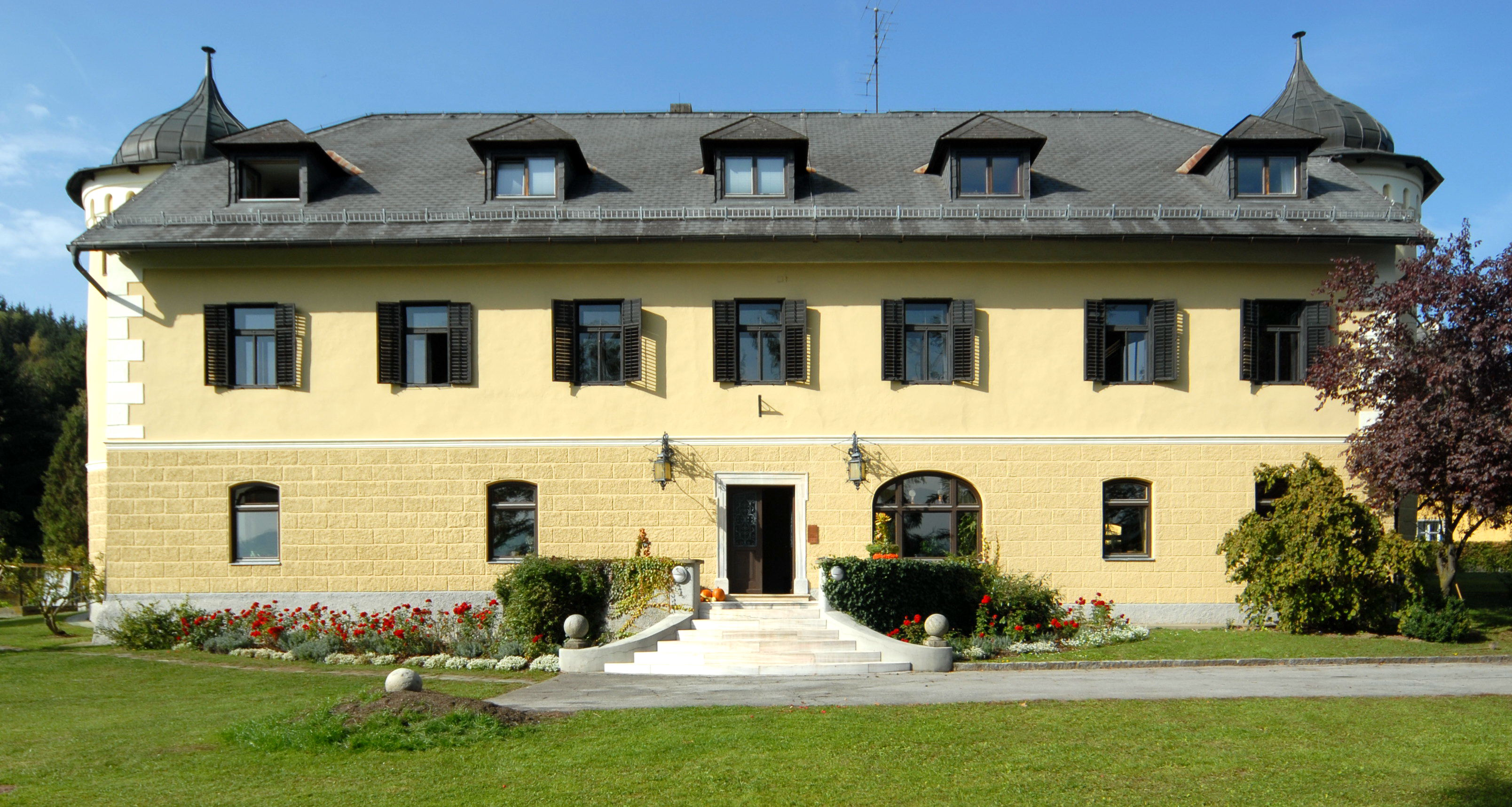
Замок

## Политическая ситуация
Бургомистр коммуны — Карл Бергер (б/п) по результатам выборов 2003 года.
Совет представителей коммуны (нем. Gemeinderat) состоит из 23 мест.
- СДПА занимает 10 мест.
- parteilos: 9 мест.
- АНП занимает 4 места.